# Dolmen Editorial
Dolmen Editorial es una editorial española de libros, revistas y sobre todo cómics, tanto de autores nacionales como extranjeros, ubicada en Palma de Mallorca. Fue fundada por Vicente García en 2001, en torno a la revista homónima, y contó durante algunos años con la colaboración de Carlos Pacheco, Francisco Pérez Navarro y el coleccionista Jaume Vaquer.

## Trayectoria editorial
Vicente García, que dirigía desde 1994 la revista Dolmen, crea en junio de 2000, el sello Eros Ediciones para editar la revista erótica del mismo nombre que alcanzaría los 132 números (2000-2012).
En mayo de 2001, se crearía la línea Dolmen Editorial, que en su primer año editaría las miniseries Shockrockets y Solo un peregrino, aparte de los números de sus revistas Dolmen y Eros Comix y el recopilatorio Haciendo Amigos de David Ramírez.
Posteriormente, editaría las series Dylan Dog, Vampire Hunter, Alien Legion o Los Reyes Elfos, entre otras. Entre sus libros, cabe citar las novelas de las aventuras de Indiana Jones o las historias de las series televisivas Perdidos o Anatomía de Grey. 
Destaca también la colección Línea Z, dedicada a explotar el fenómeno zombi, con novelas como Apocalipsis Z de Manel Loureiro, Naturaleza Muerta de Víctor Conde, Los Caminantes y su continuación, Necrópolis, de Carlos Sisí, Diario de un Zombi de Sergi Llauger o los últimos títulos, Cuando Susanah llora de J.J. Castillo e Instinto de superviviente de Darío Vilas Couselo, obras en las que el género Z ha evolucionado, alejándose de los tópicos de supervivientes en lucha contra hordas zombi para otorgar peso dramático a los personajes.
Dentro de esta misma línea se publica la colección Antología Z, una serie de libros que recopilan relatos sobre el género zombi escritos por diferentes autores, entre los que destaca Zombimaquia.

Su apuesta por la literatura de muertos vivientes hace que en 2012 se cree la Ruta Zombi, un evento nacional que conjuga concursos de disfraces con sesiones de firmas y charlas con los autores de los libros de temática zombi.